# Mid East Jet
Mid East Jet Saudi Arabia Limited, che opera come Mid East Jet, è una compagnia aerea charter con sede a Gedda, in Arabia Saudita.

## Identità aziendale
Mid East Jet è una compagnia aerea privata di classe premium che opera servizi di linea e charter nazionali e internazionali. La sua base principale è l'aeroporto Internazionale King Abdulaziz di Gedda, con diverse altre compagnie affiliate. Al 2013 era una delle sole sette compagnie aeree con sede in Arabia Saudita.

## Flotta

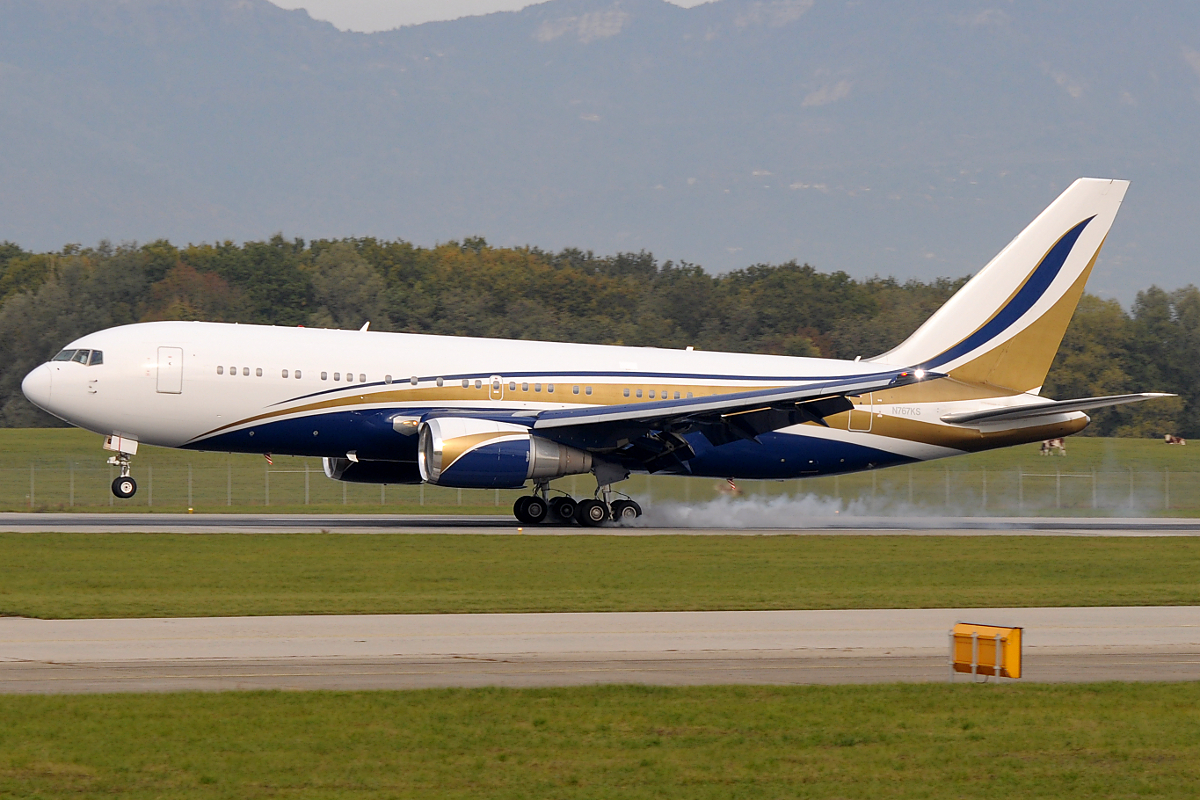
L'ex Boeing 767-300ER.

### Flotta attuale
A dicembre 2022 la flotta di Mid East Jet è così composta:

### Flotta storica
Mid East Jet operava in precedenza con:
- Airbus A318-100
- Boeing 737-700(BBJ)
- Boeing 757-200
- Boeing 767-200ER